# Josef Wilhelm Brandner
Josef »Sepp« Wilhelm Bradner, avstrijski častnik Heera in tankovski as, * 1. september 1915, Hohenberg, Avstrija, † 6. junij 1996, Dunaj, Avstrija.

## Življenjepis
Leta 1936 se je pridružil avstrijskemu Bundesheeru, nakar je po anšlusu vstopil v nemški Heer. Marca 1938 je bil dodeljen 102. artilerijskemu polku, v sestavi katerega je služil v poljski in francoski kampanji. Junija 1940 je bil poslan na Artillerieschule Jüterbog, kjer je uspešno končal šolanje in 24. julija 1940 postal poročnik. Nato je bil dodeljen 202. odredu jurišnih topov, kjer je ostal do oktobra 1944, ko je bil poslan na tečaj za poveljnike brigade na Sturmgeschützschule v Burgu. Novembra 1944 je tako postal poveljnik 912. brigade jurišnih topov, ki ji je poveljeval do kapitulacije 9. maja 1945. Pristal je v sovjetskem vojnem ujetništvu, kjer je ostal do 10. januarja 1948.

## Napredovanja
- Obergefreiter (oktober 1938)
- Unteroffizier (december 1938)
- poročnik (24. julij 1940)
- nadporočnik (junij 1942)
- stotnik (?)
- major (26. april 1945)

## Odlikovanja
- 1939 železni križec II. razreda
- 1939 železni križec I. razreda (16. januar 1942)
- nemški križ v zlatu (16. september 1943; za peto tankovsko zmago)
- viteški križ železnega križa (17. marec 1945)
- viteški križ železnega križa s hrastovimi listi (846., 26. april 1945)
- častna priponka Heera
- Wehrmachtbericht (december 1944)
- znak za bližinjski boj
- splošni jurišni znak (za 100 bojev)
- Verwundetenabzeichen, 1939
- Ärmelband Kurland;
- Ostmedaille